# 1990 في فرنسا
فيما يلي قوائم الأحداث التي وقعت خلال عام 1990 في فرنسا.

## رياضة
- 1 يناير – دورة فرنسا المفتوحة 1990
- 8 يوليو – جائزة فرنسا الكبرى 1990 الفائز ألن بروست.

## ظهور
- 1 يناير – كارفور فوياج

## أفلام
من الأفلام التي صدرت هذه السنة في فرنسا:
- 1 يناير – الجميع بخير من إخراج جيوزبي تورنتوري.
- 1 يناير – تمبو دي أكيدر من إخراج جوليانو مونتالدو.
- 1 يناير – عصفور السطح من إخراج فريد بوغدير.

## برامج ومسلسلات وأنمي
- بيف وهيركول

## مواليد

### يناير
- 1 يناير – زيتا هانرو
- 3 يناير – كريستوف ليونار لاعب كرة سلة فرنسي.
- 8 يناير – كلودين ميندي لاعبة كرة يد فرنسية.
- 13 يناير – أحمد سوكونا لاعب كرة قدم مالي.
- 13 يناير – كيفين لافرانس لاعب كرة قدم.
- 22 يناير – أليز كورنيه لاعبة كرة مضرب فرنسية.
- 24 يناير – تريبي ماكوندا لاعب كرة قدم فرنسي.
- 26 يناير – مارفن بودري لاعب كرة قدم كونغولي.
- 29 يناير – توماس دولورمي

### فبراير
- 2 فبراير – ميكائيل نيلسون لاعب كرة قدم فرنسي.
- 7 فبراير – جوناثان روسيل لاعب كرة سلة فرنسي.
- 8 فبراير – ياسين إبراهيمي لاعب كرة قدم جزائري.
- 9 فبراير – لنز أبودو لاعب كرة سلة فرنسي.
- 13 فبراير – مامادو ساكو لاعب كرة قدم فرنسي.
- 19 فبراير – رياض بودبوز لاعب كرة قدم جزائري.
- 21 فبراير – فلوريان بيكاسو دي جي فرنسي.
- 25 فبراير – يونس بلهندة لاعب كرة قدم.

### مارس
- 3 مارس – إيمانويل ريفيير لاعب كرة قدم فرنسي.
- 6 مارس – ألفريد ندياي لاعب كرة قدم.
- 8 مارس – ريمي كابيا لاعب كرة قدم فرنسي.
- 17 مارس – عبد الحميد الكوثري لاعب كرة قدم مغربي.
- 21 مارس – أندرو ألبيسي لاعب كرة سلة فرنسي.
- 24 مارس – بيلي كيتكيوفومفون لاعب كرة قدم فرنسي.
- 26 مارس – غانم سايس لاعب كرة قدم مغربي.
- 29 مارس – ياسين الخروبي

### أبريل
- 7 أبريل – فريديريك دوبلوس لاعب كرة قدم فرنسي.
- 9 أبريل – جوناس مارتن لاعب كرة قدم فرنسي.
- 15 أبريل – إيما واتسون ممثلة وعارضة إنجليزية.
- 16 أبريل – جولز سيتروك ممثل فرنسي.
- 17 أبريل – فاليري جيرماين لاعب كرة قدم فرنسي.
- 19 أبريل – داميان لوتاليك لاعب كرة قدم فرنسي.
- 20 أبريل – نبيل غيلاس لاعب كرة قدم جزائري.
- 21 أبريل – ميشاك جيروم لاعب كرة قدم هايتي.
- 26 أبريل – أمين ليكومت لاعب كرة قدم مغربي.

### مايو
- 2 مايو – رشيد حسني
- 26 مايو – غيوم روفين لاعب كرة مضرب فرنسي.
- 27 مايو – جوناثان أيسريك لاعب كرة مضرب فرنسي.
- 29 مايو – تيبو بينو درّاج طريق فرنسي.

### يونيو
- 11 يونيو – كريستوف لوميتر رياضي فرنسي.
- 26 يونيو – جوناثان شميد لاعب كرة قدم فرنسي.
- 29 يونيو – يان مفيلا لاعب كرة قدم فرنسي.

### يوليو
- 12 يوليو – عبد القادر رحيم لاعب كرة يد جزائري.
- 13 يوليو – أليز ليم لاعبة كرة مضرب فرنسية.
- 16 يوليو – جوان زاركو متسابق دراجات نارية فرنسي.
- 21 يوليو – فابريس نساكالا لاعب كرة قدم.
- 25 يوليو – ناصر بوهاني درّاج طريق فرنسي.

### أغسطس
- 3 أغسطس – بنيامين اندري لاعب كرة قدم فرنسي.
- 13 أغسطس – بنجامين ستامبولي لاعب كرة قدم فرنسي.
- 19 أغسطس – مامادو واغ لاعب كرة قدم فرنسي.
- 24 أغسطس – إليزابيث ديبيكي ممثلة أسترالية.
- 25 أغسطس – ساليف ساني لاعب كرة قدم.
- 28 أغسطس – جولي فوجيا لاعبة كرة يد فرنسية.

### سبتمبر
- 1 سبتمبر – سيريل كاريو متسابق دراجات نارية فرنسي.
- 4 سبتمبر – سعيد ميهامها لاعب كرة قدم جزائري.
- 7 سبتمبر – فالنتين بورت لاعب كرة يد فرنسي.
- 16 سبتمبر – كريم بوضياف
- 19 سبتمبر – جوشوا غيلافوغي لاعب كرة قدم فرنسي.
- 21 سبتمبر – ميكائيل فيرمين لاعب كرة قدم فرنسي.
- 24 سبتمبر – إيزيا هيجلين موسيقية فرنسية.
- 26 سبتمبر – أدريان بيتي درّاج طريق فرنسي.

### أكتوبر
- 1 أكتوبر – أنتوني لوبيز لاعب كرة قدم برتغالي.
- 18 أكتوبر – نيكولاس بيفير
- 21 أكتوبر – بانغالي فودي كويتا لاعب كرة قدم فرنسي.
- 21 أكتوبر – ماكسيم فاشيي-لاغراف لاعب شطرنج فرنسي.
- 26 أكتوبر – إريك ميرفي

### نوفمبر
- 1 نوفمبر – سيباستيان كورشيا لاعب كرة قدم فرنسي.
- 4 نوفمبر – غريغوري غوميز لاعب كرة قدم فرنسي.
- 9 نوفمبر – رومان بارديه درّاج طريق فرنسي.
- 9 نوفمبر – كونستانس سيبيل لاعبة كرة مضرب فرنسية.
- 17 نوفمبر – كوينتين لافارج درّاج طريق فرنسي.
- 28 نوفمبر – رومان إدوار لاعب شطرنج فرنسي.
- 29 نوفمبر – ياكوبا سيلا

### ديسمبر
- 16 ديسمبر – أكسل ميكون لاعب كرة مضرب فرنسي.
- 21 ديسمبر – ميرتل جورج لاعبة كرة مضرب فرنسية.
- 22 ديسمبر – جان بابتيست مونييه ممثل فرنسي.
- 29 ديسمبر – سفيان هاني لاعب كرة قدم.

## وفيات

### يناير
- 5 يناير – كليبر بيوت (مواليد 1920) دراج فرنسي.

### مارس
- 17 مارس – كابيوسين (مواليد 1928)

### مايو
- 26 مايو – كفيرين إنجاسر (مواليد 1907) كاتب ألماني.

### أغسطس
- 2 أغسطس – فرنسوا بيرير (مواليد 1922)
- 16 أغسطس – بيير بونيت (مواليد 1897)

### ديسمبر
- 19 ديسمبر – إدموند ديلفور (مواليد 1907) لاعب كرة قدم فرنسي.